# 單于庭
单于庭是匈奴单于所在的王庭和匈奴的政治中心，记载见于《史记》《汉书》和《后汉书》。

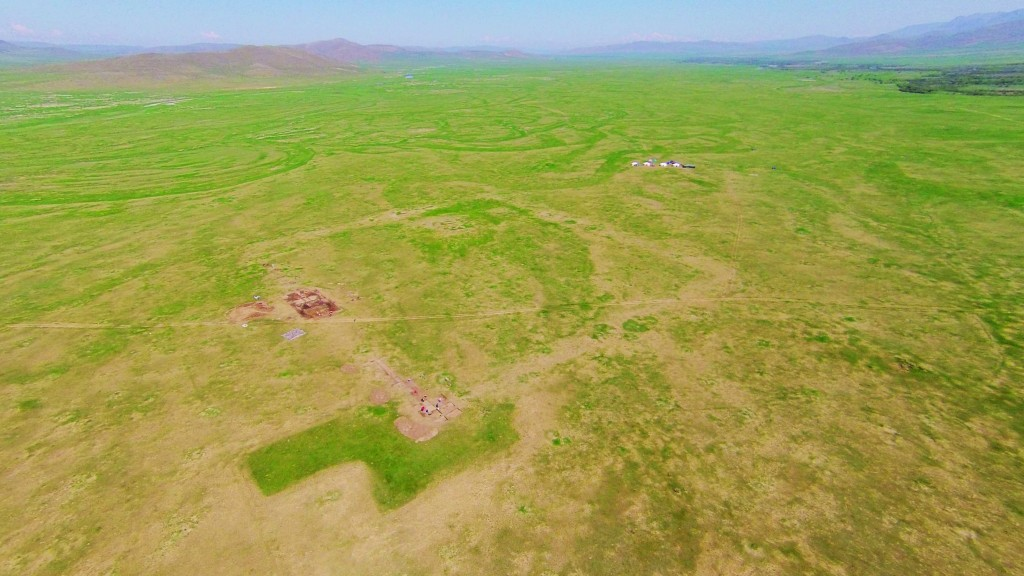
蒙古国克鲁伦河东岸的匈奴古城遗址

## 简介
《汉书》记载匈奴没有城郭，以穹庐为庭。匈奴每年正月诸长官往往小会于单于庭，五月大会于龙城（因匈奴崇龙神，将会处称龙城），祭祀祖先、天地、鬼神。秋天大会于蹛林，以统计财产、人口、牲畜等。

### 西汉
西汉前期单于庭，在西汉时期的代、云中以北的蒙古高原。《史记·匈奴传》：“單于之庭直代、雲中”；《汉书·匈奴传》：“单于庭直代、云中”。元狩四年（前119年）汉军北征后，“匈奴远遁，幕南无王庭”，但可能并不特指单于庭，因为单于以下还有王，如左贤王等等。公元前105年乌维单于死，儿单于即位，据《史记·匈奴传》：“自此之后，单于益西北，左方兵直云中，右方直酒泉、敦煌郡”，此后匈奴单于、左部和右部向西北迁移，其左部已迁移至云中以北，右部迁移至酒泉、敦煌以北的蒙古高原，而单于庭位于其中，与此同时汉朝发动讨伐大宛之戰，并令公孙敖在漠南筑受降城，而匈奴内部正巧也遇上大雨雪，畜多饥寒死。据《汉书·匈奴传》记载呼韩邪单于打败烏籍單于后“复都单于庭”，随后郅支单于在击走蒙古高原上的呼韩邪单于后“都单于庭”。
据学者考证，匈奴单于庭在今蒙古国首都乌兰巴托附近，匈奴单于庭分北庭与南庭，西汉时北庭在今蒙古国杭爱山东部之北鄂尔浑河上游地区、杭爱山东麓、哈喇巴尔噶逊附近。南庭在今河北赤城一带。

## 东汉时期的南匈奴
汉光武帝建武二十四年（48年）匈奴分裂成南北二部。建武二十六年（50年）东汉为安置内附南匈奴立南单于庭帐于五原县（今内蒙古包头市西）西部塞八十里处。随后又入迁云中郡（治所在今内蒙古托克托县东北），于同年冬（50年）再迁至西河郡美稷县（今内蒙古准格尔旗西北）。所领内附的南匈奴，散居于今内蒙古河套与鄂尔多斯地区以及陕西省北部、山西省北部一部分地区。东汉也于其地置使匈奴中郎将，监护南匈奴部众。